# 扁亮白粉菌
扁亮白粉菌（学名：Erysiphe depressa）是属于白粉菌目白粉菌科白粉菌属的一种真菌，寄生在牛蒡上。该种分布于中国、丹麦、罗马尼亚、瑞典、德国等地。